# Cồn Thoi
Cồn Thoi là một xã thuộc huyện Kim Sơn, tỉnh Ninh Bình, Việt Nam.

## Địa lý
Xã Cồn Thoi nằm ở phía nam huyện Kim Sơn, cách thành phố Hoa Lư 45 km có vị trí địa lý:
- Phía đông giáp Sông Đáy
- Phía tây giáp xã Kim Mỹ
- Phía nam giáp thị trấn Bình Minh
- Phía bắc giáp xã Kim Tân.

Xã Cồn Thoi có diện tích 8,30 km², dân số năm 2022 là 10.322 người, mật độ dân số đạt 1.243 người/km².
Nhà thờ Giáo xứ Hợp Thành và Nhà thờ Giáo xứ Cồn Thoi thuộc giáo phận Phát Diệm nằm trên địa bàn xã Cồn Thoi, Kim Sơn, Ninh Bình.
Xã có quốc lộ 12B (tỉnh lộ 481 cũ) nối từ Quốc lộ 10 tại cầu Tuy Lộc qua Yên Lộc – Định Hóa – Văn Hải – Cồn Thoi – Bình Minh – Kim Đông tới Đê Bình Minh 2. Theo quy hoạch, đường ven biển Việt Nam đoạn qua Ninh Bình sẽ đi qua xã và xã Kim Mỹ.

## Lịch sử
Ngày 22 tháng 7 năm 1964, Bộ Nội vụ ban hành Quyết định số 199/QĐ-NV về việc đổi tên xã Tô Hiệu thành xã Cồn Thoi.

## Kinh tế
Cồn Thoi là xã vùng trũng có diện tích tự nhiên 742,5 ha, xã có tới 87% dân số theo đạo Công Giáo. Xã có bến xe Cồn Thoi là điểm nút giao thông quan trọng phía Nam của huyện Kim Sơn. Hiện nay Cồn Thoi phát triển rất nhanh, những con đường lớn đã được dải nhựa, tất cả các đường dong đều được đổ bê tông. Năm 2004, Cồn Thoi đã đầu tư hàng tỷ đồng để xây dựng nhà văn hóa cùng với sân bóng đá.
Hiện Ninh Bình đang có dự kiến thành lập khu kinh tế biển đảo Kim Sơn tại vùng biển bãi ngang - cồn nổi và 7 xã ven biển Kim Sơn, trong đó có Cồn Thoi. Xã Cồn Thoi còn có bến cá cửa Đáy được xây dựng là đầu mối vận chuyển cá biển vào đất liền.
Chợ Cồn Thoi - Xóm 5 - Xã Cồn Thoi là một trong 11 chợ trên địa bàn Kim Sơn trong danh sách các chợ loại 1, 2, 3 ở Ninh Bình.
Xã này thuộc vùng chuyển tiếp của khu dự trữ sinh quyển thế giới châu thổ sông Hồng.

### Cảng tổng hợp Kim Sơn
Theo Quyết định Số: 2179/ QĐ-UBND của tỉnh Ninh Bình ngày 17 tháng 9 năm 2007 V/v phê duyệt Quy hoạch giao thông đường thủy nội địa tỉnh Ninh Bình đến năm 2015 và định hướng phát triển đến năm 2020 thì Cảng Kim Sơn là cảng tổng hợp, có diện tích 106 ha được xây dựng bên hữu sông Đáy, tại khu neo đậu tránh, trú bão (từ Kim Đông đến Kim Tân) huyện Kim Sơn, quy mô 500 tàu thuyền. Nguồn vốn của Trung ương (theo chương trình của Bộ Thủy sản).
Chức năng của cảng:
- Phục vụ nhu cầu đánh bắt hải sản;
- Tàu thuyền neo đậu, tránh trú bão,
- Bốc xếp các loại hàng hoá khác.